# WDR1
WDR1‏ (WD repeat domain 1) هوَ بروتين يُشَفر بواسطة جين WDR1 في الإنسان.